# Antony Beevor

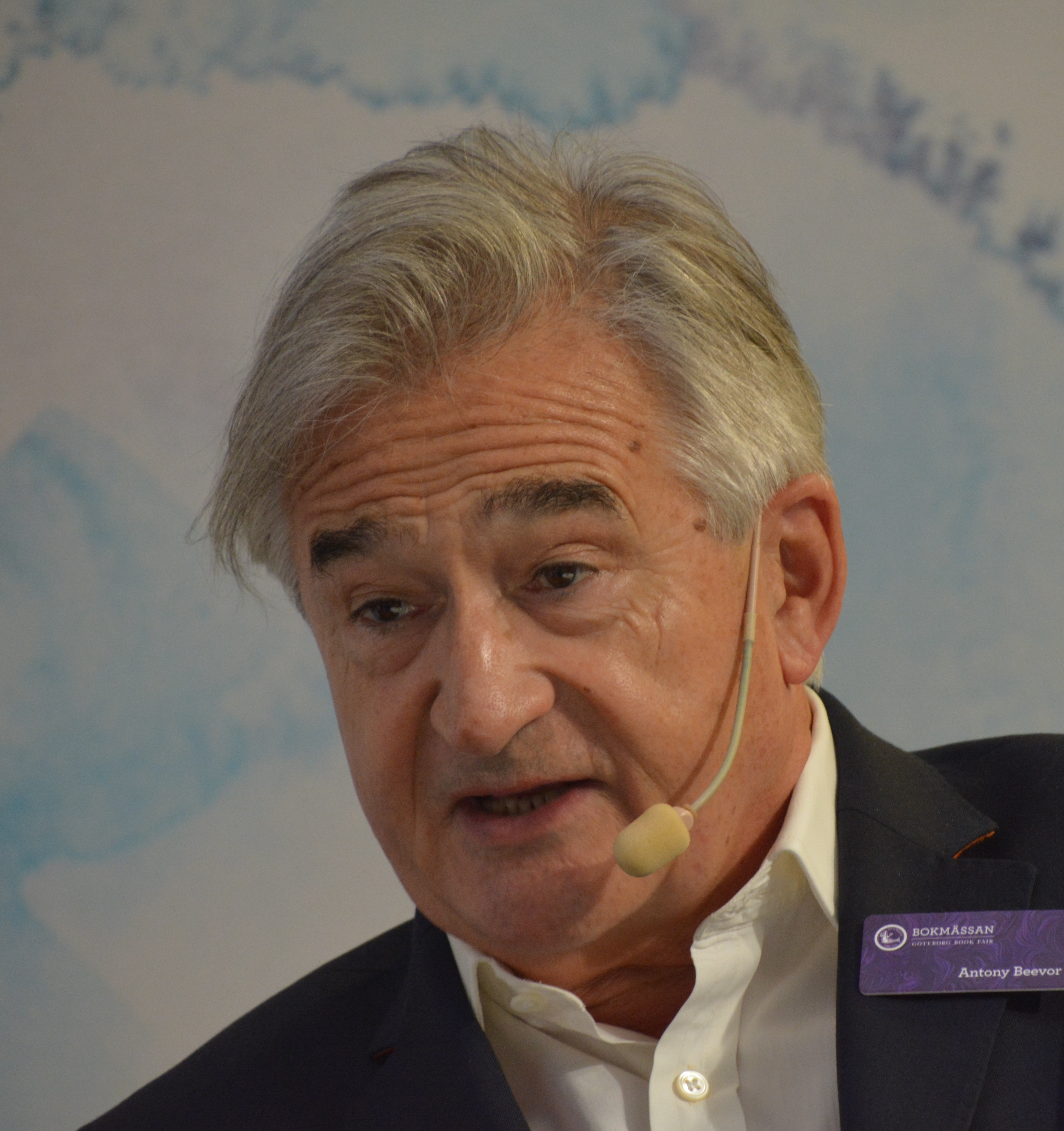
Antony Beevor

Antony James Beevor (14 december 1946) is een Brits schrijver en historicus, die onder andere bekend is door zijn werken over de Tweede Wereldoorlog.
Vermaarde werken zijn Stalingrad en de Spaanse Burgeroorlog.
Beevor bezocht onder andere het Winchester College.

## Publicaties (in Nederlandse vertaling)
- Antony Beevor: Rusland. Revolutie en burgeroorlog 1917-1921. Vert. door Ton Zwaan. Amsterdam, Ambo/Anthos, 2022. ISBN 978-90-263-6015-2
- Antony Beevor: De Slag om Arnhem. Vert. door Bep Fontijn, Willem van Paassen en Pieter de Smit. Amsterdam, Ambo/Anthos, 2018. ISBN 978-90-263-4247-9
- Antony Beevor: Het Ardennenoffensief. Vert. door Bep Fontijn, Willem van Paassen en Pieter de Smit. Amsterdam, Ambo/Anthos, 2015. ISBN 978-90-263-2783-4
- Antony Beevor: De Tweede Wereldoorlog. Vert. door Corrie van den Berg. Amsterdam, Ambo, 2012. ISBN 978-90-263-2592-2
- Antony Beevor & Artemis Cooper: Parijs na de bevrijding. 1944-1949. Vert. Nicoline Timmer en Rob van Erkelens. Amsterdam, Ambo, 2010. ISBN 978-90-263-2311-9
- Antony Beevor: D-Day. Van de landing in Normandië tot de bevrijding van Parijs. Vert. door Bep Fontijn en Willem van Paassen. Amsterdam, Ambo, 2009. ISBN 978-90-263-2097-2
- Antony Beevor: Kreta 1941-1945. Vert. door Pieter de Smit en Han Meyer. Amsterdam, Ambo, 2008. ISBN 978-90-263-2085-9
- Antony Beevor: De strijd om Spanje. De Spaanse burgeroorlog 1936-1939. Vert. Marjan Terpstra. Amsterdam, Anthos, 2006. ISBN 978-90-414-1088-7
- Antony Beevor: Het mysterie rond Olga Tsjechova. Hitlers favoriete actrice. Vert. door Doris Reerink. Amsterdam, Balans, 2005. ISBN 90-5018-650-5
- Antony Beevor: Berlijn. De ondergang 1945. Vert. door Han Meyer. Amsterdam, Balans, 2002. ISBN 90-5018-591-6
- Antony Beevor: Stalingrad. Vert. door Bab Westerveld. Amsterdam, Balans, 1999. ISBN 90-5018-424-3
- Antony Beevor: Een duivels verbond. Vert. door Riet Leijten. Utrecht, Bruna, 1984. ISBN 90-229-5389-0
- Antony Beevor: Om het staatsbelang. Vert. door Frits Glazener. Utrecht, Bruna, 1984. ISBN 90-229-5351-3
- Vasili Grossman: Een schrijver in oorlog. Vasili Grossman en het Rode Leger, 1941-1945. Bezorgd door Antony Beevor en Loeba Vinogradova. Vert. door Henk Moerdijk. Amsterdam, Balans, 2006. ISBN 90-5018-761-7